# 塔希克 (新墨西哥州)
塔希克（英語：Tajique）是位於美國新墨西哥州托蘭斯縣的普查規定居民點。

## 人口
根據2020年美國人口普查的數據，塔希克的面積為7.00平方千米，皆為陸地。當地共有人口106人，而人口密度為每平方千米15.14人。